# 2003 YL179
2003 YL179, também escrito como 2003 YL179, é um objeto transnetuniano que está localizado no Cinturão de Kuiper, uma região do Sistema Solar. Este corpo celeste é classificado como um cubewano. Ele possui uma magnitude absoluta de 7,5 e tem um diâmetro estimado com 139 km.

## Descoberta
2003 YL179 foi descoberto no dia 16 de dezembro de 2003.

## Órbita
A órbita de 2003 YL179 tem uma excentricidade de 0,004 e possui um semieixo maior de 38,875 UA. O seu periélio leva o mesmo a uma distância de 38,719 UA em relação ao Sol e seu afélio a 39,031 UA.